# شمال
شُمال یا اَپاختَر، یکی از چهار جهت اصلی است که در نقشه‌ها به‌طور قراردادی معمولاً به سوی بالا است. شمال نقطه مقابل جنوب است و °۹۰ با خاور و باختر اختلاف زاویه دارد و خود در زاویه °۰ جای دارد.
| جهت‌های جغرافیایی                                                                                       |
| --- |
| شمال (اپاختر، هودر) شمال شرقی شرق (خاور) جنوب شرقی جنوب (نیمروز، دشتر) جنوب غربی غرب (باختر) شمال غربی |

## ریشه‌شناسی

نقش صفحه قطب‌نما که در آن شمال سرخ‌رنگ نشان داده شده.

شمال واژه‌ای عربی و فارسی آن اَپاختَر یا گاهی هودَر است.
در زبان پارسی میانه، خشکی‌های شمال غربی کره زمین را وُروبَرشت و خشکی‌های شمال شرقی را وُروژَرشت می‌نامیدند.
در بُندَهِش آمده که برای هر جهت اصلی یک سپاهبد گمارده شده و سپاهبد شمال، ستاره هفت‌اورنگ (محتملاً نگهبان شمال) است.
واژه آپاختر در پارسی نوین به باختر تبدیل شده و برای غرب به کار می‌رود.